# Földvári Aladár
Földvári Aladár (Budapest, 1906. január 5. – Ordzsonikidze, Szovjetunió, 1973. július 20.) - geológus, egyetemi tanár, Kossuth-díjas (1951), a föld- és ásványtani tudományok doktora (1952).

## Életpályája
Földvári Aladár 1924-ben iratkozott be a budapesti tudományegyetemre, ahol 1928-ban szerzett természetrajz-kémia szakos tanári, majd 1929-ben geológus doktori oklevelet. Ezt követően a budapesti műegyetemen az ásvány-és földtani tanszéken lett tanársegéd. 1935-ben ösztöndíjjal Spanyolországban folytatott tanulmányokat, majd 1938-ban a Földtani Intézet szolgálatába lépett. 
1943-1948 között magántanárként a budapesti egyetem előadója, majd 1949-ben a debreceni tudományegyetem ásvány-és földtani tanszékének tanára lett. 
1966-tól meghívásra, a miskolci Nehézipari Műszaki Egyetemen az ásvány- és kőzettani, majd haláláig a földtani-teleptani tanszék tanára volt.
Hallgatóit cseregyakorlaton vezetve, 1973. július 20-án, 67 évesen a Kaukázusban érte a halál, sírja a Farkasréti temetőben található.